# Camarasaurus
A Camarasaurus (nevének jelentése 'kamrás gyík', az ógörög καμαρα / kamara 'boltíves kamra' és σαυρος / szaürosz 'gyík' szavak összetételéből, a csigolyákban levő kamrákra utalva) a négy lábon járó növényevő dinoszauruszok egyik neme. Ez volt a leggyakoribb óriás sauropoda Észak-Amerika területén. Fosszilis maradványait Colorado és Utah államokban, a Morrison-formáció késő jura kori (késő oxfordi alkorszakbeli és a tithon korszakbeli), mintegy 155–145 millió évvel ezelőtt keletkezett kőzeteiben fedezték fel. A Camarasaurus csípője a utahi Dinosaur National Monumentből került elő, és az Allosaurusnak tulajdonított sérülések figyelhetők meg rajta.

## Anatómia

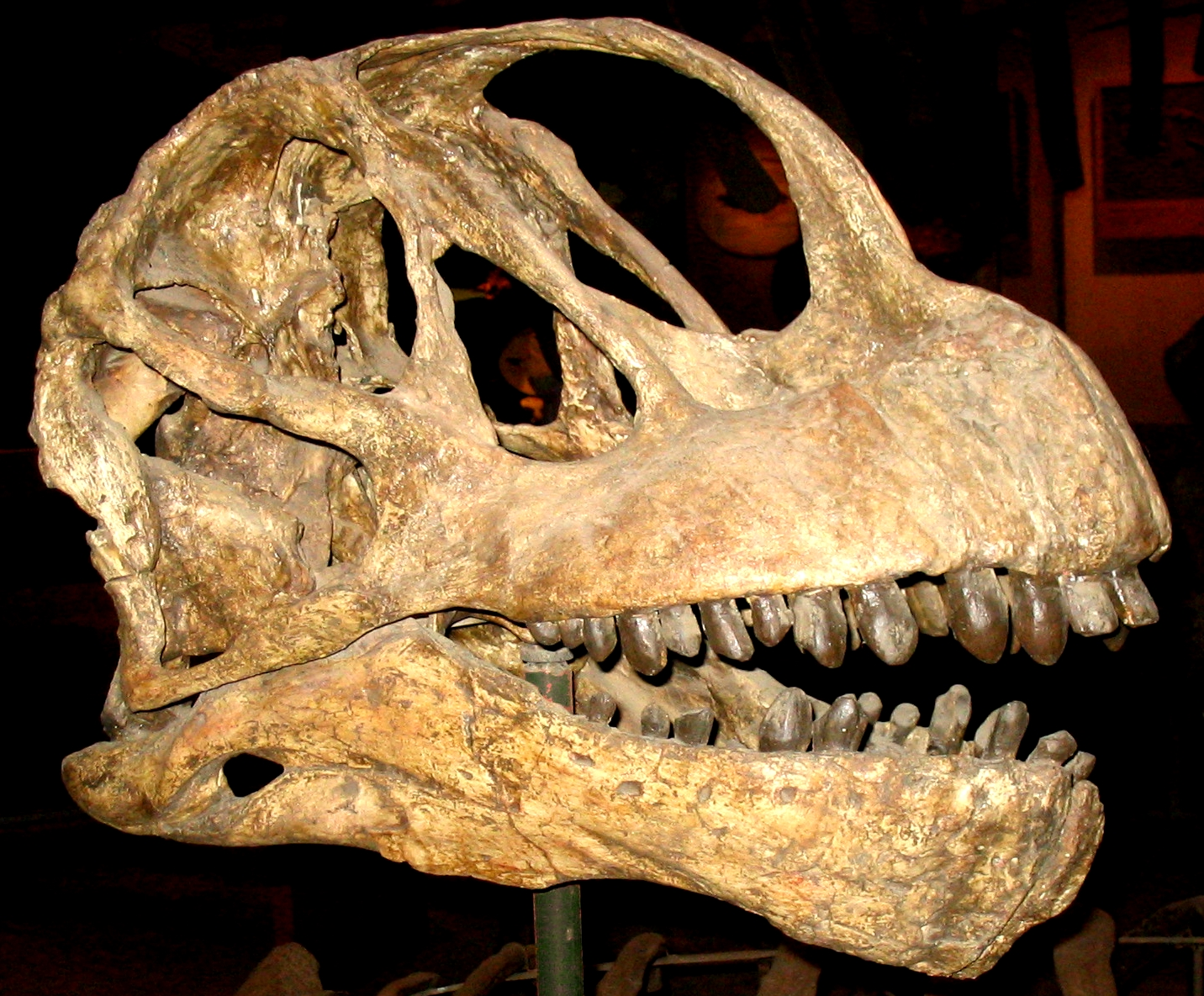
A C. lentus koponyája

A Camarasaurus az egyik leggyakrabban előforduló, és gyakran jó minőségben megőrződött sauropoda dinoszauruszok egyike. A legelterjedtebb faj, a C. lentus maximális hossza körülbelül 15 méter volt. A legnagyobb faj, a C. supremus elérte a 23 méteres maximális hosszúságot, és a becslés szerint a 47 tonnás tömeget is.
A Camarasaurus felül ívelt koponyája rendkívül szögletes volt, tompa pofarészén több koponyaablak helyezkedett el, de ennek ellenére szilárd maradt, és az őslénykutatók gyakran jó állapotban találnak rá. A 19 centiméter hosszú fogak véső (illetve szedőlapát) formájúak voltak, és az állcsont mentén egyenlő távolságra rendeződtek el. A fogak erőssége azt jelzi, hogy a Camarasaurus valószínűleg durvább növényi anyagokat fogyasztott, mint a keskenyebb fogú diplodocidák.
A mellső lábak öt ujjban végződtek, melyek közül a belsőn védekezésre használható nagy, éles karom helyezkedett el. A legtöbb sauropodára jellemzően a mellső lábak rövidebbek voltak, mint a hátsók, és a vállak magas pozíciója ara utal, hogy a hát kissé ferdén állt.
Ahogy az más sauropodáknál is megfigyelhető, a tömeg csökkentése érdekében számos csigolya specializálódott, üregessé vagy pneumatikussá vált, járatokat és üregeket tartalmazott egy légzsákokból álló, a tüdőhöz kapcsolódó bonyolult rendszer számára.
Ez a tulajdonság a Camarasaurus felfedezésekor szinte ismeretlen volt, és közrejátszhatott a 'kamrás gyík' név megalkotásánál. A nyak és az ellensúlyként szolgáló farok rövidebb volt az ekkora méretű sauropodáknál megszokottnál. A Camarasaurus gerincoszlopa egyes más sauropodákéhoz hasonlóan a csípőnél megnagyobbodott. Az őslénykutatók eredetileg azt hitték, hogy itt egy második agy helyezkedett el, ami talán az óriási állat mozgását koordinálta. Bár ezen a területen nagy idegek helyezkedtek el, valószínűleg reflexeket (automatikus tevékenységeket) biztosítva, második agy nem volt, ilyen jellegű megnagyobbodás bizonyos mértékben minden gerincesnél felfedezhető.

## Felfedezés

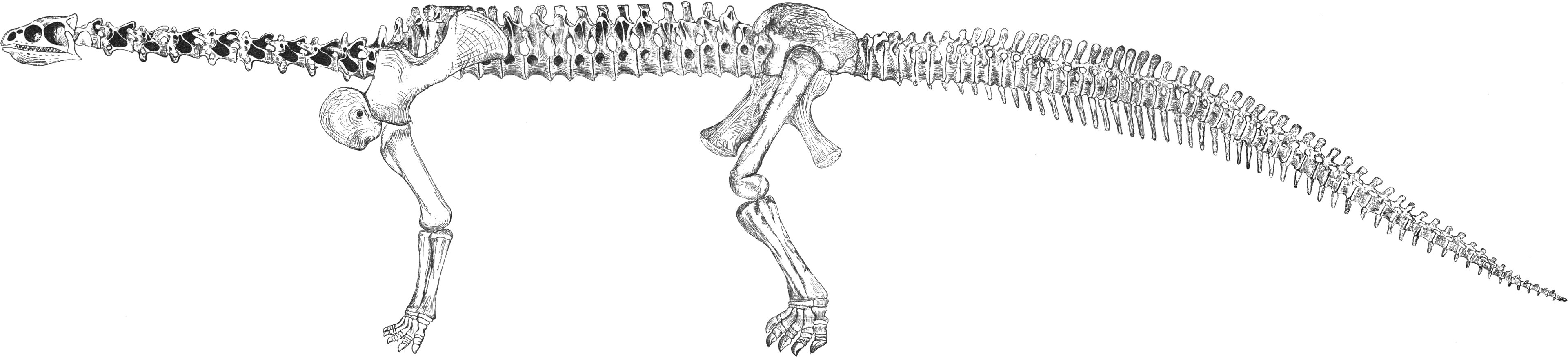
A C. supremusról John A. Ryder által 1877-ben készített ábra, a legkorábbi ismert sauropoda csontvázrekonstrukció

A Camarasaurusról szóló első feljegyzés 1877-ben készült, mikor Oramel W. Lucas szétszóródott csigolyákat fedezett fel Coloradóban. Az ismert őslénykutató Edward Drinker Cope Othniel Charles Marsh-sal szemben vívott hosszú ideig tartó elkeseredett harca (a csontháború) részeként megvásárolta a csontokat, melyeknek még abban az évben nevet is adott. Marsh később sauropoda leletei egy részének a Morosaurus grandis nevet adta, de napjainkban az őslénykutatók többsége ezeket a fosszíliákat a Camarasaurus egyik fajának tekinti. Az elnevezési ütközések gyakoriak voltak a két rivális fosszíliavadász között, a legismertebb ezek közül a Brontosaurus/Apatosaurus.

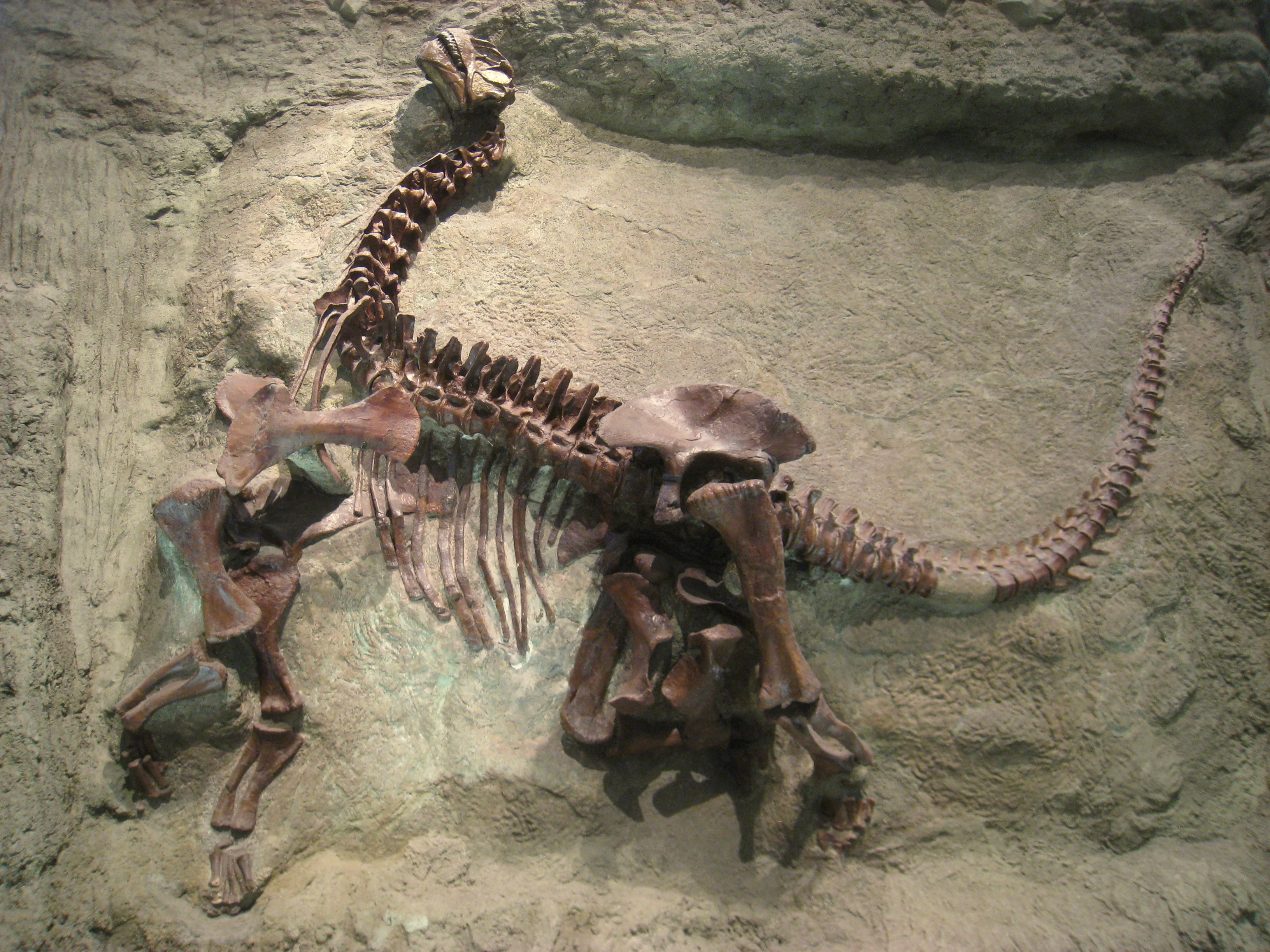
Az elsőként ismertté vált teljes C lentus csontváz

1925-ben Charles W. Gilmore egy teljes Camarasaurus csontvázat fedezett fel. Ez a csontváz azonban egy fiatal példányé volt, ezért az ebből az időből származó illusztrációk a valóságos méreténél jóval kisebbnek mutatják be az állatot.
A Sziklás-hegység keleti oldala mentén fekvő Morrison-formációban nagy mennyiségű késő jura kori kőzet található. Számos dinoszaurusz fajt fedeztek fel ezen a területen, köztük a Camarasaurus rokonságába tartozó Diplodocust, Apatosaurust és Brachiosaurust is. Azonban a formációban a leggyakrabban előforduló dinoszauruszok a camarasauridák. Több teljes csontváz került elő Colorado, Új-Mexikó, Utah és Wyoming államokból. A fosszíliák a 2–6-os sztratigráfiai zónákból származnak.

## Ősbiológia

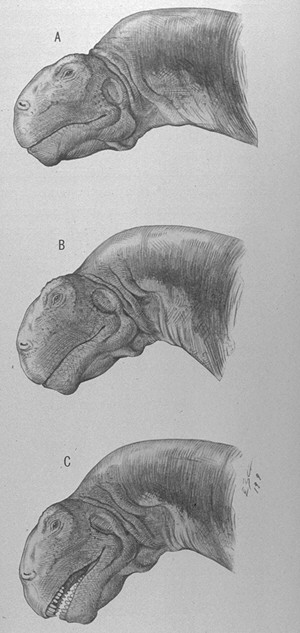
A lehetséges fejmozgások, Erwin Christman következtetése alapján

### Viselkedés
A fosszilis rekordban két felnőtt és egy 12,2 méter hosszú fiatal maradványai őrződtek meg a késő jura korból, körülbelül 150 millió évvel ezelőttről (az egyesült államokbeli Wyoming északkeleti részén, melyeket a Kansasi Egyetem Természetrajzi Múzeumának (University of Kansas Natural History Museum) Gerinces Őslénytani Részlege (Division of Vertebrate Paleontology) tárt fel az 1997 és 1998 közötti „ásatási szezonokban”). Az elképzelés szerint a tetemük legvégül a kiöntött folyóból származó alluviális sárba sodródott. Ez arra utal, hogy a Camarasaurus csordákban vagy legalábbis 'családi' csoportokban vándorolt. Emellett camarasaurida tojásokat is találtak, melyek a fészkekben elrendezett egyéb dinoszaurusz tojásoktól eltérően sorokban helyezkedtek el, ami alapján a legtöbb sauropodához hasonlóan a Camarasaurus nem törődött az utódaival.

### Emésztés
Korábban egyes őslénykutatók kijelentették, hogy a Camarasaurus és más sauropodák feltehetően köveket (gasztrolitokat) nyelhettek a táplálék gyomorban való megőrlésének elősegítésére, melyeket felöklendeztek vagy kiürítettek, mikor már túl simává váltak. Azonban a gyomorkövekre vonatkozó bizonyítékkal kapcsolatban több újabb keletű elemzés is arra a következtetésre jutott, hogy itt nem erről volt szó. Emellett a Camarasaurus erős, robusztus fogai fejlettebbek voltak a legtöbb sauropodáénál, ami azt jelzi, hogy ez az állat bizonyos mértékig a szájában dolgozhatta fel az élelmet még mielőtt lenyelte volna.

## Osztályozás
A Camarasaurus tudományos osztályozásához eredetileg a linnéi rendszert használták, de a dinoszauruszok osztályozásánál az őslénykutatók a kladisztikai elemzés terjedésével egyre gyakrabban kezdték használni a filogenetikus rendszertant. Az egyik lehetséges evolúciós fa alábbi egyszerűsített verziója a Camarasaurus és a nagyobb sauropoda csoportok közötti kapcsolatot mutatja be:
|                   | Camarasaurus |
|                   | |
| Titanosauriformes | \| \| Brachiosauridae (ide tartozik a Brachiosaurus és a Sauroposeidon) \| \| \| \| \| \| Titanosauria (magába foglalva az Argentinosaurust) \| \| \| \| |
|                   | \| \| Brachiosauridae (ide tartozik a Brachiosaurus és a Sauroposeidon) \| \| \| \| \| \| Titanosauria (magába foglalva az Argentinosaurust) \| \| \| \| |
|                   | Brachiosauridae (ide tartozik a Brachiosaurus és a Sauroposeidon)                                                                                        |
|                   | |
|                   | Titanosauria (magába foglalva az Argentinosaurust) |
|                   | |

|  | Brachiosauridae (ide tartozik a Brachiosaurus és a Sauroposeidon) |
|  |                                                                   |
|  | Titanosauria (magába foglalva az Argentinosaurust)                |
|  |                                                                   |

|                   | Camarasaurus |
|                   | |
| Titanosauriformes | \| \| Brachiosauridae (ide tartozik a Brachiosaurus és a Sauroposeidon) \| \| \| \| \| \| Titanosauria (magába foglalva az Argentinosaurust) \| \| \| \| |
|                   | \| \| Brachiosauridae (ide tartozik a Brachiosaurus és a Sauroposeidon) \| \| \| \| \| \| Titanosauria (magába foglalva az Argentinosaurust) \| \| \| \| |
|                   | Brachiosauridae (ide tartozik a Brachiosaurus és a Sauroposeidon)                                                                                        |
|                   | |
|                   | Titanosauria (magába foglalva az Argentinosaurust) |
|                   | |

|  | Brachiosauridae (ide tartozik a Brachiosaurus és a Sauroposeidon) |
|  |                                                                   |
|  | Titanosauria (magába foglalva az Argentinosaurust)                |
|  |                                                                   |

A Camarasaurust bazális macronariának tekintik, amely jóval közelebb áll a macronariák közös őséhez, mint a Brachiosaurushoz hasonló fejlett formákhoz.

## Fajok

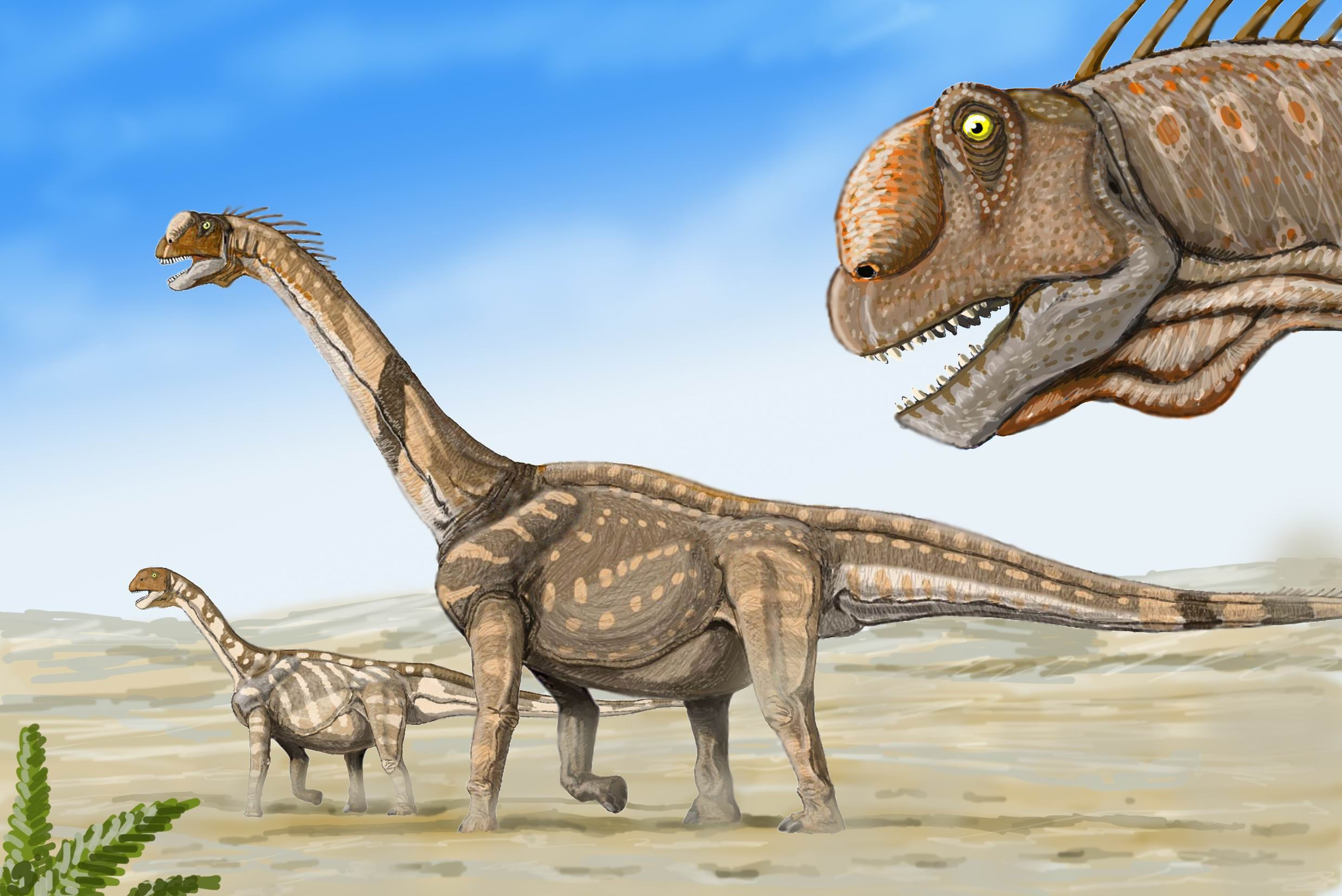
Egy C. supremus csoport rekonstrukciója

A Camarasaurus típusfaja a Cope által 1877-ben elnevezett eredeti faj, a C. supremus (jelentése 'a legnagyobb kamrás gyík'). A további ismert fajok közé tartozik az 1877-es C. grandis ('nagy kamrás gyík'), az 1889-es C. lentus és az 1988-as C. lewisi (eredetileg az új Cathetosaurus nem fajaként leírva).
A C. supremus, ahogy a neve is sugallja, a Camarasaurus legnagyobb ismert faja, és a Morrison-formáció egyik legnehezebb késő jura kori sauropodája. Hatalmas méretétől eltekintve közel megkülönböztethetetlen volt a C. lentustól. A C. supremus egészében nem számít a nem jellegzetes fajának, és csak a formáció legkésőbbi, legfelső részéből ismert. A C. grandis és C. lentus kisebbek és megtalálhatók a Morrison korábbi részeiben is. A 2005-ben megjelent vizsgálati eredmények szerint a Camarasaurus fajok időbeli sorrendje a fizikai eltéréseikhez igazodik, és a Morrison-formáción belüli evolúciós folyamatra utal. A C. grandis a legrégebbi ismert faj, már a Morrison legalsó rétegeiben felbukkan. A C. lentus, amely későbbinek tűnik, néhány millió évig együtt élt a C. grandisszal, a gerincük anatómiai eltérései alapján feltehetően különböző ökológiai fülkéket töltöttek be. Későbbi a C. grandis eltűnik a fosszilis rekordból, a C. lentus azonban megtalálható egészen addig, amíg a C. supremus fel nem tűnik a legfelső rétegekben. Ez a fajok közötti közvetlen váltás és a két faj közeli hasonlósága arra utal, hogy a C. supremus egyenesen a C. lentusból fejlődhetett ki, pusztán a populáció egy nagyobb, később fennmaradt csoportját képviselve.

## Fordítás
- Ez a szócikk részben vagy egészben a Camarasaurus című angol Wikipédia-szócikk ezen változatának fordításán alapul.  Az eredeti cikk szerkesztőit annak laptörténete sorolja fel. Ez a jelzés csupán a megfogalmazás eredetét és a szerzői jogokat jelzi, nem szolgál a cikkben szereplő információk forrásmegjelöléseként.